# Albrecht von Graefe

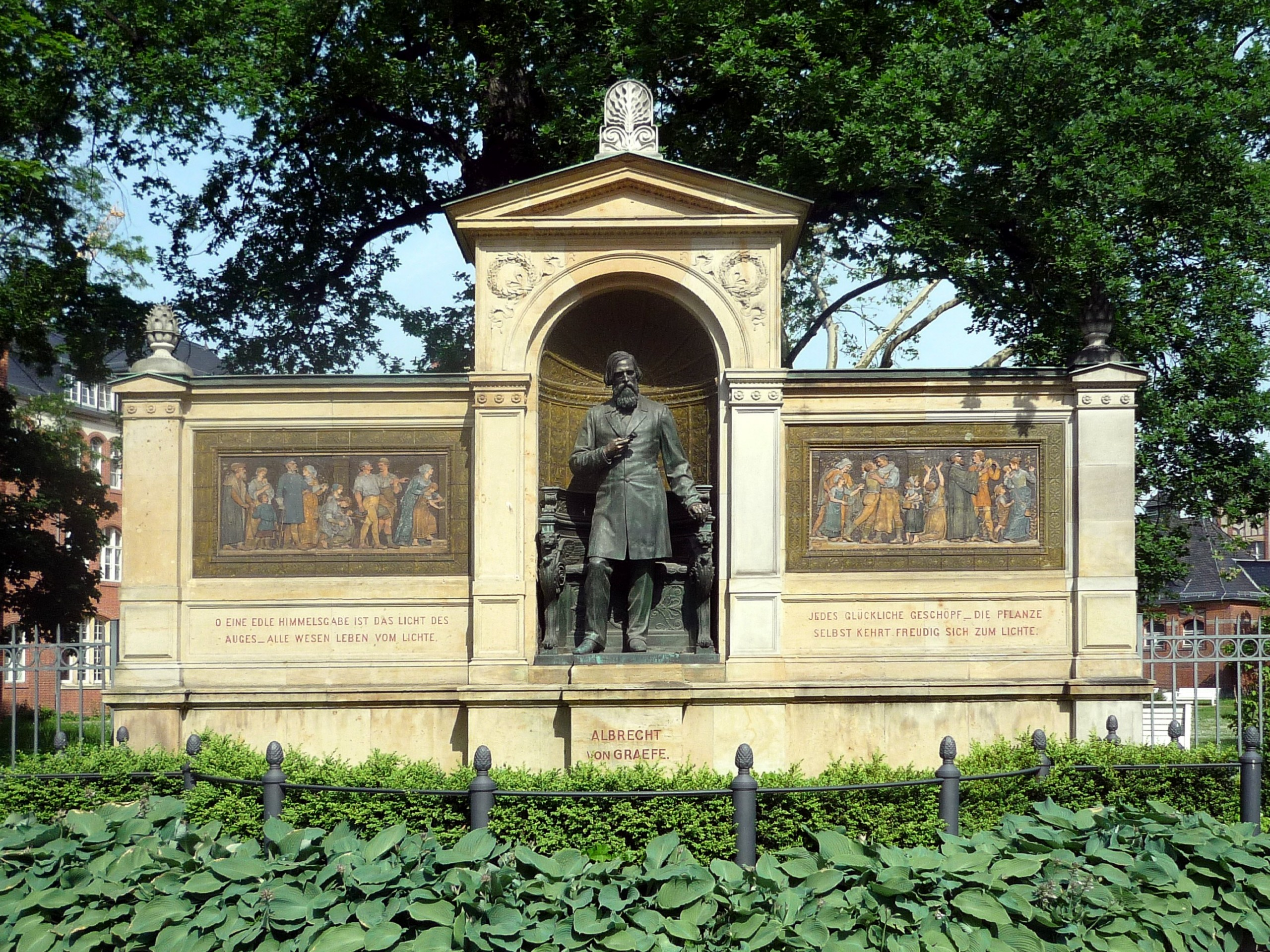
Albrecht von Graefe, Monumento realizzato da Rudolf Siemering,1882

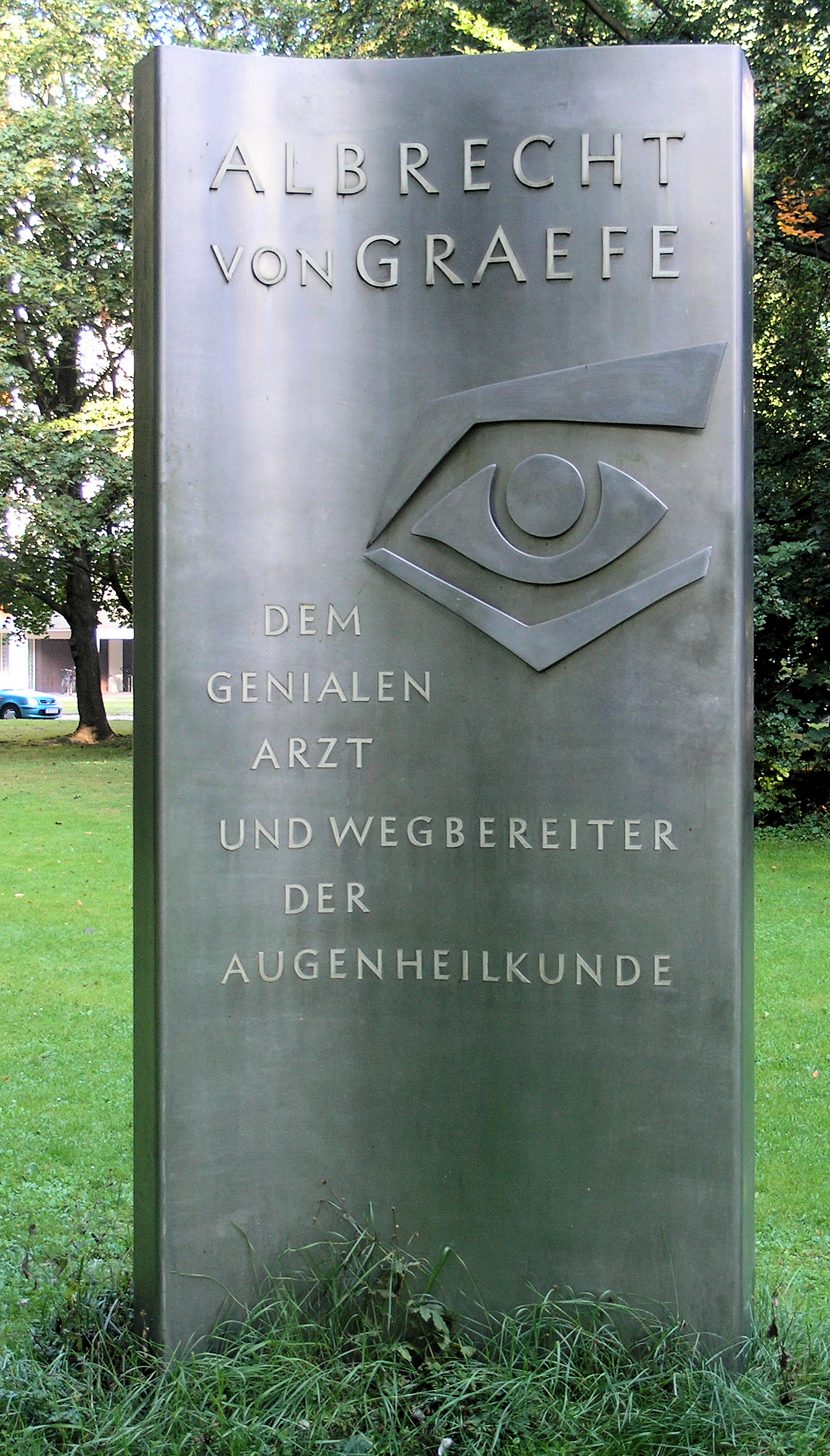
Lapide commemorativa situata a Hansaviertel

Albrecht von Graefe (Berlino, 22 maggio 1828 – Berlino, 20 luglio 1870) è stato un oculista e chirurgo tedesco.

## Biografia

### Giovinezza
Friedrich Wilhelm Ernst Albrecht von Graefe nacque a Berlino, capitale della Prussia, a Finkenheerd il 22 maggio 1828 in una famiglia nobile, la quale aveva stretto relazioni sociali con molti intellettuali e artisti del tempo come lo scrittore Karl Immermann e l'architetto Friedrich Schinkel. Suo padre, Karl Ferdinand von Gräfe, era un noto chirurgo, professore ordinario e direttore della clinica chirurgica dell'Università di Berlino a partire dal 1818. Albrecht, dopo aver frequentato il migliore liceo francese della sua città  ed aver conseguito la maturità all'età di quindici anni, fu persuaso dal padre a intraprendere nel 1843 gli studi medici all'università di Berlino.

### Carriera Medica

#### Formazione Medica
All'interno dell'ospedale universitario fu formato con i metodi più aggiornati di medicina sperimentale e fu allievo di celebri medici quali l'anatomista e fisiologo Johannes Müller, il fisiologo Emil Du Bois-Reymond e il patologo Rudolf Virchow. Nel 1847 Albrecht Graefe si laureò in medicina a Berlino con la tesi intitolata "De brome ejusque praesipuis praeparatis". Questa era una parte di un programma di ricerca di un suo giovane insegnante, Johann Christian Juengken, il quale voleva introdurre un nuovo tipo di narcosi nella chirurgia. Un giorno, mentre stava lavorando nel suo laboratorio privato a Finkenheerd, Graefe subì un grave danno polmonare dovuto ai vapori di bromo.
L'anno seguente Graefe riuscì comunque a superare l'esame ottenendo il certificato per esercitare la professione di medico, che nel suo caso includeva anche il diritto di praticare chirurgia generale e chirurgia ostetrica.

#### La Specializzazione in Oculistica
Nell'autunno del 1848, Graefe, antimonarchico, cominciò un pellegrinaggio scientifico che lo portò in stretto contatto con Ferdinand Arlt, famoso oculista chirurgo del Policlinico di Praga, dove Graefe decise di diventare oftalmologo. Successivamente Graefe, spostandosi prima a Parigi e poi a Londra, conobbe diversi personaggi rilevanti nel suo campo tra cui l'istologo William Bowman e l'oftalmologo Franciscus Cornelis Donders. In particolare Graefe riconobbe in quest'ultimo un geniale collega che come lui era molto impegnato nella ricerca medica e con il quale rimase sempre in stretto rapporto. Al suo rientro a Berlino Graefe aveva acquisito conoscenza di tutti i concetti e le tecniche più innovative di quel tempo..
Il 1º novembre 1851 Graefe aprì un ambulatorio privato dove esercitare la professione di oculista. Egli lo concepì come luogo e occasione di studio e pratica. Tale iniziativa richiamò molti giovani oculisti di quel tempo che lo raggiunsero per crescere alla sua scuola.
Nel 1852 a Graefe fu conferita la libera docenza all'università di Berlino con una tesi di abilitazione sulla fisiologia del movimento oculare ("über die Wirkung der Augenmuskeln").
Inoltre, essendo docente alla clinica chirurgica, Graefe divenne il primo cattedratico di oftalmologia in Germania nel 1866.
Dopo la sua morte, la cattedra universitaria di oculistica fu subito soppressa a causa della crisi finanziaria dell'Ospedale universitario della Charité durante il diciannovesimo secolo. Anche la sua clinica privata venne chiusa, perché Graefe dichiarò nel suo testamento che essa avrebbe continuato la sua attività solo se lo Stato avesse dato i fondi necessari alla copertura dei costi; cosa che lo stato prussiano rifiutò.

#### Oculistica e Chirurgia Oftalmologica
Quando nel 1868 il chirurgo Johann Juengken si dimise dalla sua professione, fu conferita a Graefe la direzione della clinica oculistica dell'Ospedale della Charitè anche se era già seriamente malato. Graefe morirà infatti due anni più tardi a causa degli effetti della tubercolosi polmonare che aveva contratto all'età di trent'anni.
Insieme a Donders, Graefe è stato tra i primi oculisti a usare l'oftalmoscopio di Hermann von Helmholtz per le diagnosi del fondo dell'occhio..
Un'altra occupazione della sua carriera, mossa dal suo profondo interesse nella ricerca e nella cura della miopia, fu la rappresentazione grafica scientifica con disegni delle malattie oftalmologiche, raggruppate poi in quella che è una delle più importanti raccolte sull'oculistica, la quale contiene al suo interno anche molti occhiali e lenti e che si trova al Museo di storia della medicina di Berlino.
Già nel 1848 Graefe si impegnò con Donders lavorando sulla fisiologia della vista e insieme esaminarono come l'applicazione di specifiche lenti avrebbe chiarito il rapporto tra l'accomodazione e la convergenza dell'occhio.
Un'altra pietra miliare dei suoi risultati fu l'introduzione di una terapia chirurgica per il glaucoma che Graefe chiamò "iridectomia", come un'operazione per controllare l'aumento della pressione intraoculare. Il suo metodo consiste nell'asportazione di tessuto alla base dell'iride e conseguente creazione di foro parapupillare. Graefe introdusse inoltre dei trattamenti chirurgici per lo strabismo e modificò l'operazione per la cataratta.

## Il Glaucoma e l'Iridectomia
Louis de Wecker e Eduard Jäger von Jaxtthal furono i primi a fornire descrizioni e disegni sulla papilla ottica glaucomatosa ma fu lo stesso von Graefe a descrivere con maggiore accuratezza l'escavazione "a scodella" e lo spostamento nasale dei vasi. Già a quel tempo il glaucoma era descritto e classificato dal punto di vista clinico in glaucoma acuto, irritativo e cronico semplice, e erano inoltre identificati il glaucoma assoluto, così come oggi lo intendiamo, quello secondario e quello emorragico.
Albrecht von Graefe si inserisce in questo contesto dal punto di vista della trattazione medico-chirurgica della malattia con l'introduzione dell'iridectomia antiglaucomatosa, la quale consentì la guarigione di numerosi casi di glaucoma. Il primo rapporto sull'efficacia di questa metodica risale al 1857; lo stesso von Graefe ammette di non avere le idee chiare sulla modalità di azione di questo intervento chirurgico, ma ha la certezza della guarigione in circa il 50% dei casi. In realtà la maggior parte dei successi si aveva nei glaucomi acuti e in quei pochi casi di glaucoma cronico semplice che traevano beneficio da questa tecnica con l'instaurazione di un meccanismo di filtrazione attraverso la casuale beanza della ferita chirurgica. Quasi sicuramente fu la convinzione che un meccanismo filtrante così ottenuto potesse in qualche modo portare alla riduzione della pressione oculare a indurre de Wecker ad attuare il primo intervento filtrante.
In questo stesso campo von Graefe giocò un ruolo importante anche nella realizzazione di strumenti in grado di misurare digitalmente la pressione oculare ideando per primo un tonometro a indentazione sclerale ad appoggio orbitario, dandone comunicazione a Donders nel Natale del 1862. Infine grazie ad Albrecht von Graefe e Niels Bjerrum, che più degli altri studiarono le alterazioni del campo visivo in diverse malattie oculari, furono individuati gli scotomi assoluti e relativi e i danni campimetrici tipici del glaucoma, sia nelle fasi iniziali sia in quelle più evolute.

## La cataratta e l'introduzione del taglio lineare superiore

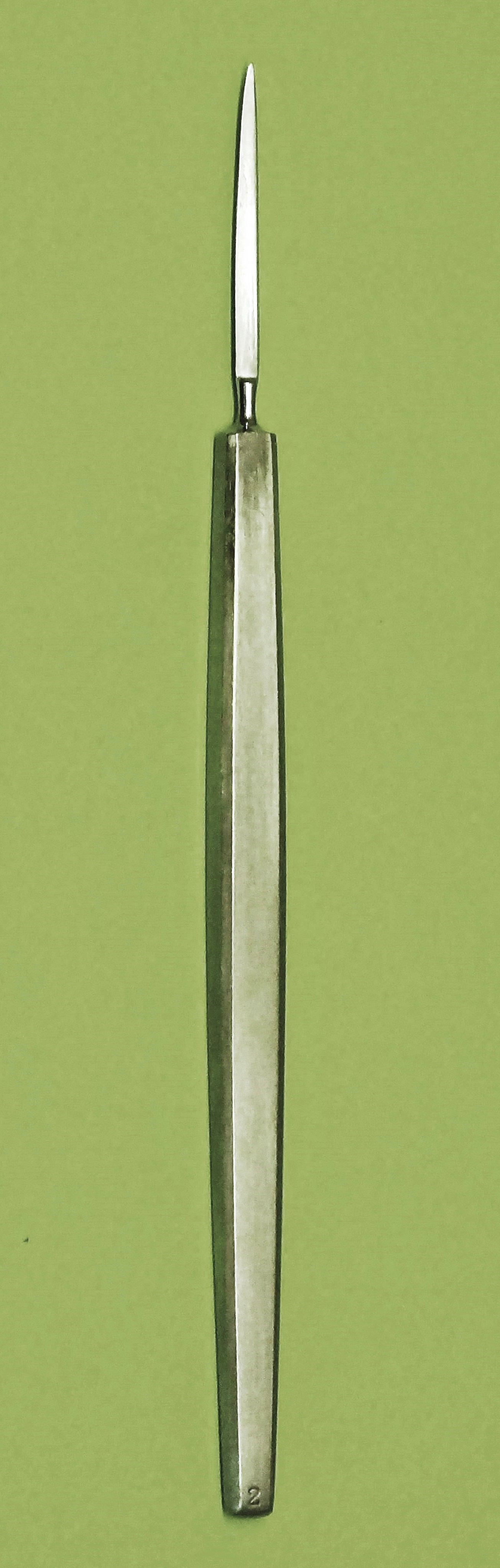
Coltellino secondo von Graefe

Nella seconda metà dell'Ottocento si afferma definitivamente la metodica di estrazione extracapsulare con o senza iridectomia, favorita notevolmente dall'introduzione dell'anestesia locale. Nel 1862 Albert Mooren praticò per primo l'iridectomia come intervento chirurgico propedeutico all'estrazione della cataratta. Tuttavia La vera svolta nella chirurgia della cataratta fu la proposta del taglio lineare superiore associato all'iridectomia introdotto nel 1864 da Albrecht von Graefe. La tecnica fu presentata ufficialmente al Congresso Internazionale di Oftalmologia di Parigi del 1867 e accolta con grande entusiasmo da tutti gli oculisti. I tempi fondamentali della tecnica di von Graefe sono cinque: il primo consiste in un taglio lineare sclero-corneale eseguito, dopo aver divaricato le palpebre con un blefarostato e fissato il bulbo con una pinza, con un coltellino, ideato dallo stesso von Graefe e utilizzato con diverse piccole modifiche sino al 1970, con puntura e contropuntura della camera anteriore. Il taglio ha una lunghezza compresa tra i 10 e 10.5 millimetri, un'altezza di meno di 2 millimetri ed è ricoperto da un piccolo lembo di congiuntiva. Il secondo tempo prevede l'iridectomia eseguita con tre tagli, due radiali dal bordo pupillare alla radice e il terzo parallelo alla radice. Il terzo tempo è l'apertura della capsula anteriore con un cistotomo; il successivo consiste nell'espulsione del nucleo con una manovra di pressione con un cucchiaio sul bordo inferiore della cornea; l'ultimo tempo prevede l'allontanamento dalla camera anteriore del sangue e dei residui corticali con una manovra di leggera pressione esercitata dal basso in alto con una spatola o un cucchiaio da cataratta. Le novità importanti così introdotte dalla metodica di von Graefe sono dunque il taglio superiore, la linearità del taglio stesso, il quale consente una più facile guarigione e un minor pericolo di infezione postoperatoria e l'iridectomia coperta dalla palpebra superiore. Con questa metodica la percentuale di insuccesso (inteso come perdita completa dell'occhio per grave infezione) si ridusse drasticamente passando mediamente dal 10 al 3,5%; l'iridectomia aveva inoltre un'azione antinfiammatoria e preveniva il blocco pupillare aumentando la possibilità di recupero funzionale. Dopo la morte di von Graefe la sua metodica fu sottoposta a revisioni critiche, in particolare da de Wecker, che fu il più convinto assertore del ritorno al taglio corneale operando con iridectomia o meno a seconda del tipo di cataratta. La tecnica senza iridectomia era indicata per cataratte giunte al giusto grado di evoluzione, né poco né molto mature. Questa metodica, secondo de Wecker, presenta almeno tre vantaggi rispetto a quella di von Graefe: il taglio solo corneale, che evitava inutili sanguinamenti dalla congiuntiva, permetteva così che frammenti di capsula si potessero evidenziare in miglior modo e che la ferita si potesse chiudere con più facilità e regolarità. Il secondo vantaggio è rappresentato dall'inutilità dell'iridectomia. L'ultimo dà la possibilità di riportare la pupilla in miosi con l'eserina. Entrambe le metodiche combinate, quella di von Graefe e quella di de Wecker, portarono il successo completo dell'intervento di cataratta a una percentuale vicina al 93%, con un 4-5% di successi parziali e 2-3% di perdita completa della vista per endoftalmite.

## Riconoscimenti
Albrecht von Graefe creò una grande scuola di oculisti e fu una figura chiave per l'istituzione di questa disciplina minore nelle università tedesche, tanto che molti futuri professori ordinari di oftalmologia passarono attraverso la sua clinica. Fra i suoi allievi anche l'italiano Michele Del Monte, che frequentò la clinica di von Graefe dal 1863 al 1867. Inoltre per collegare le diverse comunità scientifiche, Graefe fu profondamente impegnato nella creazione di varie società mediche e pubblicazioni specializzate. Tra queste vi era il Archiv für Ophthalmologie, che Graefe fondò insieme a Donders nel 1854 e che esiste ancora sotto il nuovo nome Albrecht von Graefes Archiv für Ophthalmologie. Questa è una delle più antiche riviste scientifiche tra le minori discipline cliniche. Nel 1857 Graefe promosse il primo congresso sull'oculistica in Germania, il quale fu successivamente chiamato nel 1920 Deutsche Ophthalmologische Gesellschaft. Esso ebbe luogo nell'Università di Heidelberg, così come anche i successivi congressi durante la vita di Graefe. Lì Graefe usò il palco per discutere le sue idee innovative e per presentare storie di pazienti della sua clinica privata di Berlino. Alcune di queste furono poi pubblicate nel suo Archiv für Ophthalmologie. A lui si deve inoltre il "segno di Graefe", perché Graefe si rese conto che nell'ipertiroidismo e in qualche tumore, la palpebra superiore non segue i movimenti verso il basso del bulbo oculare. Questo processo rende così visibile il bianco della sclera e continua ad essere un vero e proprio segno diagnostico. Graefe fu inoltre un inventore introducendo il "coltello di Graefe", uno strumento chirurgico per le operazioni di cataratta. Conoscendo il suo grande contributo alla scienza dell'oculistica, il "Deutsche Ophthalmologische Gesellschaft" creò la "Medaglia di Graefe" nel 1885 e istituì il "Graefe Museum".

## Scritti Principali
- 1847. De bromo ejusque praesipuis praeparatis (Berlino)[13]
- 1848. Über Tannin als Choleramittel (Berlino)[13]
- 1852. Über die Wirkungen der Augenmuskeln (Berlino)[13]
- 1866. Stauungspapille bei Hirnerkrankungen (Berlino)[13]